# 韩望尘
韩望尘（1888年—1971年），陕西蒲城人，中华人民共和国政治人物。
担任陕西省人民政府委员、全国工商联执行委员、西安市人民委员会副市长。1954年，当选第一届全国人民代表大会代表。9月，他出席第一届全国人大第一次会议讨论宪法草案，期间并发言。